# Könchog Gewey Jungne
Könchog Gewey Jungne (1733-1740) was een Tibetaans tulku. Hij was de negende shamarpa, een van de invloedrijkste geestelijk leiders van de karma kagyütraditie in het Tibetaans boeddhisme en van de kagyütraditie in het algemeen.